# MO (緒方恵美のアルバム)
『MO』（エムオー）は、緒方恵美の4枚目のアルバム。1998年3月11日にポリグラムから発売された。

## 概要
- タイトルの「MO」は緒方のイニシャルである、後にこれを捩ったアーティストネームem:ouが登場する。
- サウンドプロデュースを千住明、小椋佳、有澤孝紀、村田和人、松井五郎がそれぞれ2曲ずつ務め、楽曲を提供している、また緒方も参加し自ら作詞・作曲を務めた。

## 収録曲
| #         | タイトル                       | 作詞      | 作曲      | 編曲             | 時間  |
| --------- | ------------------------------ | --------- | --------- | ---------------- | ----- |
| 1.        | 「Can't go back my mission」   | 緒方恵美  | 緒方恵美  | ヤギハシカンペー | 5:29  |
| 2.        | 「SAKURA」                     | 緒方恵美  | 千住明    | 千住明           | 5:03  |
| 3.        | 「タイム・リープ」             | 緒方恵美  | 千住明    | 千住明           | 5:35  |
| 4.        | 「もう独りぼっちには戻れない」 | 森由里子  | 小椋佳    | 松尾早人         | 3:16  |
| 5.        | 「遅咲きの菜の花」             | 森由里子  | 小椋佳    | 松尾早人         | 4:25  |
| 6.        | 「風になる」                   | 緒方恵美  | 有澤孝紀  | 猪股義周         | 5:56  |
| 7.        | 「潮風にのせて」               | 緒方恵美  | 有澤孝紀  | 猪股義周         | 5:06  |
| 8.        | 「vacation map」               | 緒方恵美  | 村田和人  | 村田和人         | 4:32  |
| 9.        | 「3月の雨」                    | 緒方恵美  | 村田和人  | 村田和人         | 5:22  |
| 10.       | 「わからないでしょ」           | 松井五郎  | 後藤次利  | 後藤次利         | 5:40  |
| 11.       | 「ジェラシーの痕跡」           | 松井五郎  | 羽田一郎  | 松浦晃久         | 4:20  |
| 12.       | 「ガラスのラビリンス」         | 緒方恵美  | 緒方恵美  | ヤギハシカンペー | 5:45  |
| 合計時間: | 合計時間:                      | 合計時間: | 合計時間: | 合計時間:        | 60:29 |